# الذاري (الشاهل)

تعديل مصدري - تعديل

الذاري هي إحدى قرى عزلة جانب الشام بمديرية الشاهل التابعة لمحافظة حجة، بلغ تعداد سكانها 63 نسمة حسب تعداد اليمن لعام 2004.